# Motif à chevrons
Le motif à chevrons, aussi appelé motif à bâtons rompus, est un motif ornemental. Il s'agit d'un arrangement de rectangles utilisé notamment pour le carrelage des sols et le pavement des voiries. En anglais, il est appelé herringbone (« arête de hareng »), parce qu’il évoque des arêtes de poisson. En termes de maçonnerie, on parle d'appareil en arête-de-poisson.
Les blocs peuvent être des rectangles ou des parallélogrammes. Les rapports de longueur de bord des blocs sont généralement de 2:1, et parfois 3:1, mais ne doivent pas être de même ratio.[pas clair]
Le motif à chevrons a une symétrie de groupe de papier peint notation pgg, pour autant que les blocs ne soient pas de couleurs différentes.
Le motif à chevrons est utilisé dans les papiers peints, mosaïques, parquets, tissus et vêtements (tissu à chevrons), impressions, engrenages à chevrons, joaillerie, sculpture, et dans d'autres domaines[évasif].
Durant la Seconde Guerre mondiale, l'armée américaine élabore plusieurs uniformes de treillis en herringbone twill, communément appelés « HBT Jacket » par les collectionneurs.

## Exemples

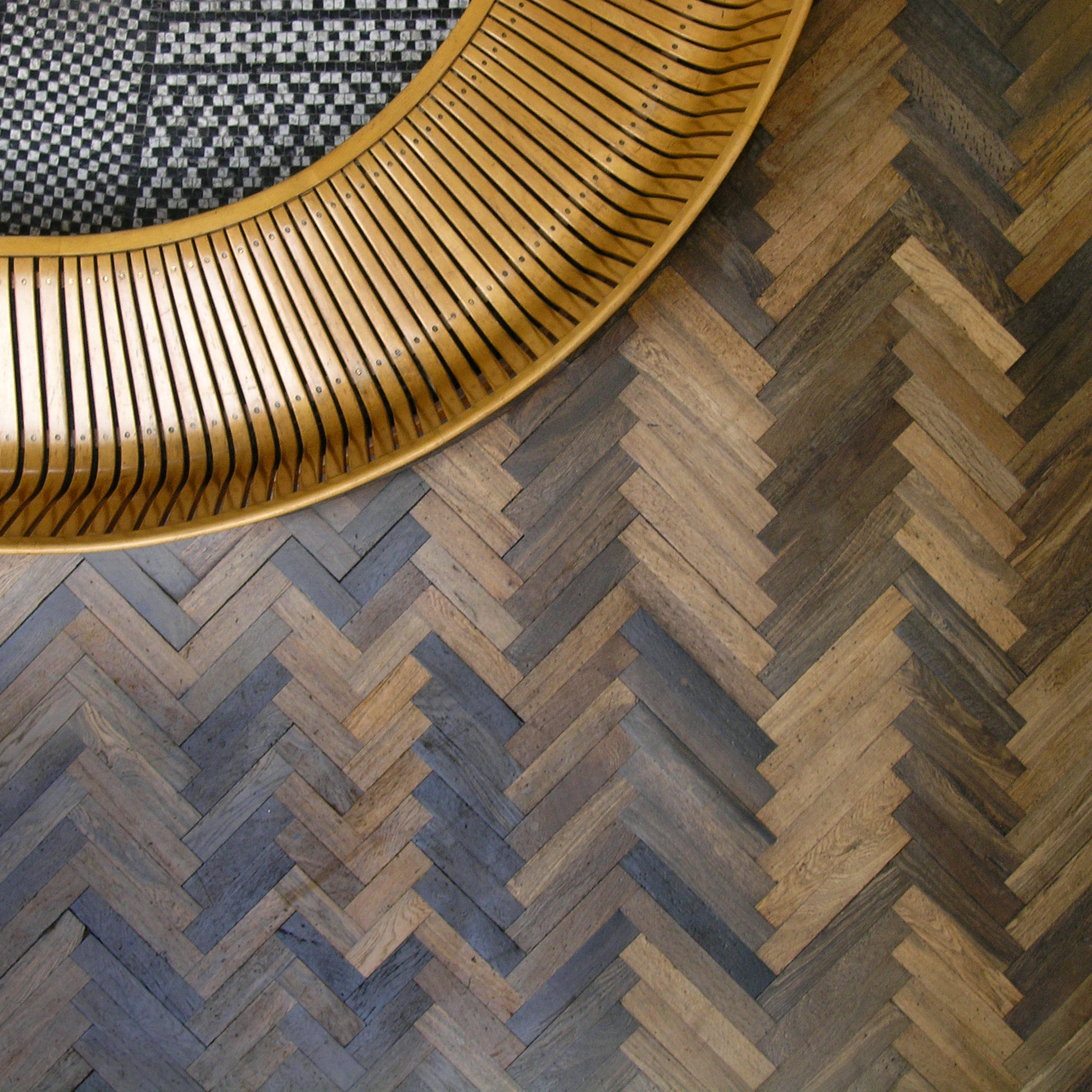
Parquet, Arne Jacobsen, mairie d'Aarhus, Danemark, 1937-1942.

|                                                                    |                                                                    |                              |                            |
| Tapis égyptiens avec motif à chevrons de deux couleurs différentes | Tapis égyptiens avec motif à chevrons de deux couleurs différentes | Salzbourg, Autriche pavement | Budapest, Hongrie pavement |

## Pavages connexes
Comme pavage géométrique, le motif herringbone est topologiquement identique au pavement hexagonal régulier. Ceci peut être mis en évidence en déformant progressivement les blocs rectangulaires.[pas clair]
| Parallélogramme déformé | Hexagonal déformé | Pavage hexagonal |